# Інцидент біля воріт Сакурада (1932)
Інцидент біля воріт Сакурада 9 січня 1932 — замах на імператора Японії Хірохіто, скоєний в Токіо корейським патріотом Лі Бончханом за допомогою ручної гранати.

## Замах
Лі Бончан був активістом боротьби за незалежність Кореї та членом організації «Корейський патріотичний легіон», яку очолював Кім Гу. Він кілька років прожив у Японії, а ручні гранати отримав у Шанхаї, де також склав присягу.
Розклад поїздок імператора, що того дня прямував зі свого палацу на військовий парад, нападник дізнався з газет, а наблизитися до процесії зміг завдяки тому, що прикинувся військовим поліцейським. Він кинув гранату, яка розірвалася біля екіпажу міністра імператорського двору, не зашкодивши імператору, але вбивши коней. Лі Бончхана схоплено на місці події, засуджено і повішено 10 жовтня 1932.

## Наслідки

### Безпосередні
Прем'єр-міністр Японії Інукаї Цуєсі як вибачення за провал служб безпеки запропонував імператору свою відставку, яка не була прийнята.
Інцидент не вплинув на політику Японії в окупованій нею Кореї, але був представлений як одиночний акт тероризму. Тим часом, симпатія до корейського руху за незалежність у китайській пресі призвела до ноти протесту уряду Японії та чергового погіршення і без того поганих на той час відносин між цими країнами.

### Віддалені
Лі Бончан був посмертно нагороджений південнокорейським орденом «За заслуги у державотворенні» в 1962, а в 1992 на його честь була випущена поштова марка.